# Floorball Flames Nijmegen
Floorball Flames Nijmegen ist ein niederländischer Floorballverein aus Nijmegen. Der Club arbeitet mit dem studentischen Unihockeyverein Hot Shots zusammen, die Mannschaften der Damen und Herren treten somit unter der Bezeichnung Hot Flames an. So sind beispielsweise Spieler bei beiden Vereinen registriert, und die Teams bestehen sowohl aus Hot Shots- als auch aus Flames-Mitgliedern. 
Die erste Herrenmannschaft spielt in der Eredivisie, der höchsten Spielklasse des Landes. Das Damenteam hat 2024/25 an keinem offiziellen Wettbewerb teilgenommen, wurde aber im Gegensatz zu den Herren bereits jeweils einmal Meister (2018) und Pokalsieger (2019).

## Erfolge

### Herren
keine Titel

### Damen
- Meister (1): 2018
- Pokalsieger (1): 2019